# Hecalus paraumballaensis
Hecalus paraumballaensis är en insektsart som beskrevs av Rama Subba Rao 1997. Hecalus paraumballaensis ingår i släktet Hecalus och familjen dvärgstritar. Inga underarter finns listade i Catalogue of Life.